# Premi Memorial Agustí Vehí
El Premi Memorial Agustí Vehí és un premi literari convocat des de l'any 2013 per l'Associació en Negre, en col·laboració amb l'Ajuntament de Tiana i l'Editorial Clandestina, a través de la col·lecció Crims.cat, de novel·la negra, i fa honor a l'escriptor Agustí Vehí. El Premi Memorial Agustí Vehí es lliura en el decurs del festival Tiana Negra.

## Guanyadors
- 2014: Josep Torrent, amb La sang és més dolça que la mel.[1][2]
- 2015: Lluís Bosch , amb Besòs Mar.[3][4][5]
- 2016: Silvestre Vilaplana, amb Els ossos soterrats[6][7]
- 2017: Biel Cussó, amb Sang freda[8]
- 2018: Francesc Puigpelat, amb Magret i els anarquistes[9][10]
- 2019: Joan Carles Ventura per Em diuen fletxa[11]
- 2020: desert[12]
- 2021: Jordi Santasusagna per Porcs[13]
- 2022: ex aequo a Mariló Álvarez Sanchis per Suïcidis, S.A. i a Pere Figueras per Fets caldo[14]
- 2023: Antoni Roca per Viena, 1912[15]
- 2024: Lluís Riera per L'escorxador[16]

## Mencions especials
- 2015 Mireia Llinàs, amb Qui va matar Dolores Rey.